# Stephen Gough
Stephen Gough, ook bekend als Steve Gough of the Naked Rambler, (Southampton, 13 mei 1959) is een bekende Britse naaktactivist.

## Biografie
Gough was marinier en vrachtautochauffeur. Op 40-jarige leeftijd besloot hij dat hij het volledige recht had om al dan geen kleren te dragen, naar eigen goeddunken. Hij bracht deze gedachte thuis direct in praktijk, waarna zijn toenmalige vriendin  de relatie verbrak.
Gough woonde daarna bij zijn moeder in Eastleigh. Hij vroeg de plaatselijke autoriteiten of het geoorloofd was naakt op straat te lopen. Er kwam geen duidelijk antwoord en Gough besloot de proef op de som te nemen.
Hij werd enkele keren door de politie aangehouden maar ook direct weer vrijgelaten. Door de bevolking werd hij meestal genegeerd.
Daarna, in 2003, besloot Gough, slechts voorzien van schoenen en een rugzak, naakt door het Britse eiland te lopen, van Land's End in het zuidwesten van Engeland tot John o' Groats in het noordoosten van Schotland. Hij werd onderweg enkele keren opgepakt en weer vrijgelaten. In 2005 en 2006 probeerde hij het opnieuw, maar deze keer werd hij in Schotland aangehouden en tot een gevangenisstraf veroordeeld. In de gevangenis, en ook als hij voor de rechter verscheen, weigerde Gough kleren te dragen.
Nadat hij zijn straf had uitgezeten, werd hij vrijgelaten, maar buiten de gevangenis trok hij direct zijn kleren weer uit, waarna hij opnieuw werd vastgezet. Zo bracht hij zes jaar achter de tralies door.
In 2012 besloten de Schotse autoriteiten dat Gough de strijd gewonnen had. Men stond hem toe naar Engeland te gaan. Het werd niet zinvol gevonden hem jarenlang vast te houden, op kosten van de belastingbetaler, voor wat eigenlijk een gering vergrijp was.
In zijn Engelse woonplaats Eastleigh werd hij opnieuw gearresteerd.
Uiteindelijk trok hij naar het Europees Hof voor de Rechten van de Mens, waar hij een beroep deed op het recht op privacy, dat hem in oktober 2014 ongelijk gaf.
Men is algemeen van mening dat Gough een excentriek is, maar dat hij goed bij zijn verstand is en dat hij niemand kwaad doet. Gough is zelf van mening dat de maatschappij verkeerde opvattingen heeft over naaktheid en dat hij die opvattingen ter discussie wil stellen.